# Slavinja
Slavinja (en serbe cyrillique : Славиња) est un village de Serbie situé dans la municipalité de Pirot, district de Pirot. Au recensement de 2011, il comptait 41 habitants.
Slavinja est situé au confluent de la Visočica et de la Rosomašnica reka.

## Démographie
| 1948 | 1953 | 1961 | 1971 | 1981 | 1991 | 2002 | 2011 |
| ---- | ---- | ---- | ---- | ---- | ---- | ---- | ---- |
| 403  | 358  | 285  | 188  | 123  | 81   | 49   | 41   |

|  |